# Amparo Arcaya
María Amparo Arcaya Vargas (San Fernando, 28 de agosto de 1901 - Valparaíso, 5 de noviembre de 2001) fue una médica psiquiatra chilena. Considerada la primera especialista en Chile en psiquiatría infantil.

## Biografía
Estudió medicina en la Universidad de Chile y realizó un perfeccionamiento en la Universidad Johns Hopkins de Baltimore, Estados Unidos entre 1937 y 1943.
Trabajando en el Hospital Johns Hopkins de Estados Unidos, pudo observar la labor que se realizaba con los pacientes que padecían epilepsia y, al regresar a Chile, planteó fundar una institución que pudiera prestar este tipo de servicios.
Fue la fundadora de la Liga contra la epilepsia de la V Región en 1957, que obtuvo su personalidad jurídica el 16 de mayo de 1962, y fue su presidente hasta el año 1998.
Se le otorgó la Condecoración al Mérito Amanda Labarca en el año 1978 por su trabajo en el área de la medicina.

En 1985 fue distinguida con el premio social Accomplishment, otorgado en Hamburgo, Alemania Federal, por la Liga Internacional Contra la Epilepsia.